# Dąbrowa (powiat ostrowski)
Dąbrowa – wieś sołecka w Polsce położona w województwie mazowieckim, w powiecie ostrowskim, w gminie Andrzejewo. Obok miejscowości przepływa niewielka rzeka Brok Mały, dopływ Broku.
| SIMC    | Nazwa | Rodzaj    |
| ------- | ----- | --------- |
| 0394559 | Bujak | część wsi |

W latach 1975–1998 miejscowość należała administracyjnie do województwa łomżyńskiego.
Wierni Kościoła rzymskokatolickiego należą do parafii św. Rocha w Jasienicy.